# Ciutat Esportiva Joan Gamper

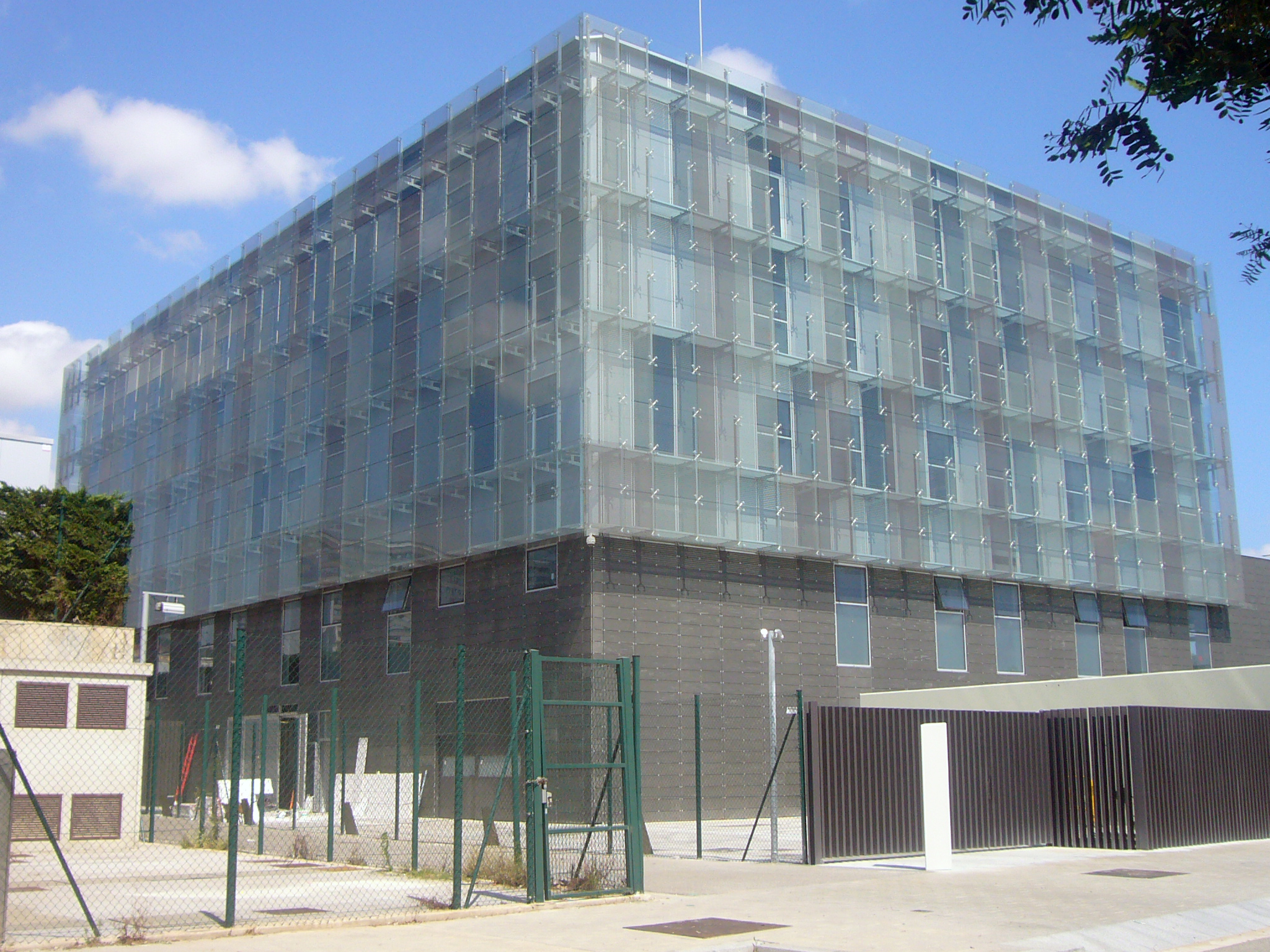
De nieuwe jeugdacademie

Ciutat Esportiva Joan Gamper is het sportcomplex van FC Barcelona in Sant Joan Despí dat wedstrijdvelden voor de jeugdelftallen, trainingsvelden en de nieuwe vestiging voor de jeugdacademie genaamd La Masia. Het geopend in 2006 en het is vernoemd naar Joan Gamper, oprichter, oud-speler en voormalig president van de club.  
Vanaf 2006 trainen de jeugdelftallen op het sportcomplex en het eerste elftal volgden in 2009. Ook voor andere sporten wordt het complex gebruikt. In 2011 werd de nieuwe jeugdacademie La Masia-Centre de Formació Oriol Tort geopend ter vervanging van het oude La Masía bij Camp Nou.